# (32460) 2000 SY92
2000 أس واي 92 (ويعرف أيضًا باسم (32460) 2000 أس واي 92 وفق تسمية الكوكب الصغير) (بالإنجليزية: 2000 SY92)‏ هو كويكب ضمن حزام الكويكبات؛ وترتيبه 32460 من حيث الاكتشاف.
اكتُشف هذا الجُرم الفلكي بواسطة بحث لنكولن عن الكويكبات القريبة من الأرض في 23 سبتمبر 2000.

## وصلات خارجية
- (32460) 2000 SY92 في قاعدة بيانات مختبر الدفع النفاث لأجرام النظام الشمسي الصغيرة

- الاكتشاف · مخطط المدار ·  العناصر المدارية · المعلمات المادية

- (32460) 2000 SY92 على موقع ويكي سكاي: DSS2, SDSS, GALEX, IRAS, Hydrogen α, X-Ray, Astrophoto, Sky Map, Articles and images